# Svänghjulsträning
Svänghjulsträning är en typ av styrketräning där motståndet genereras av svänghjulets tröghet istället för av tyngdkraften från vikter som vid traditionell styrketräning.

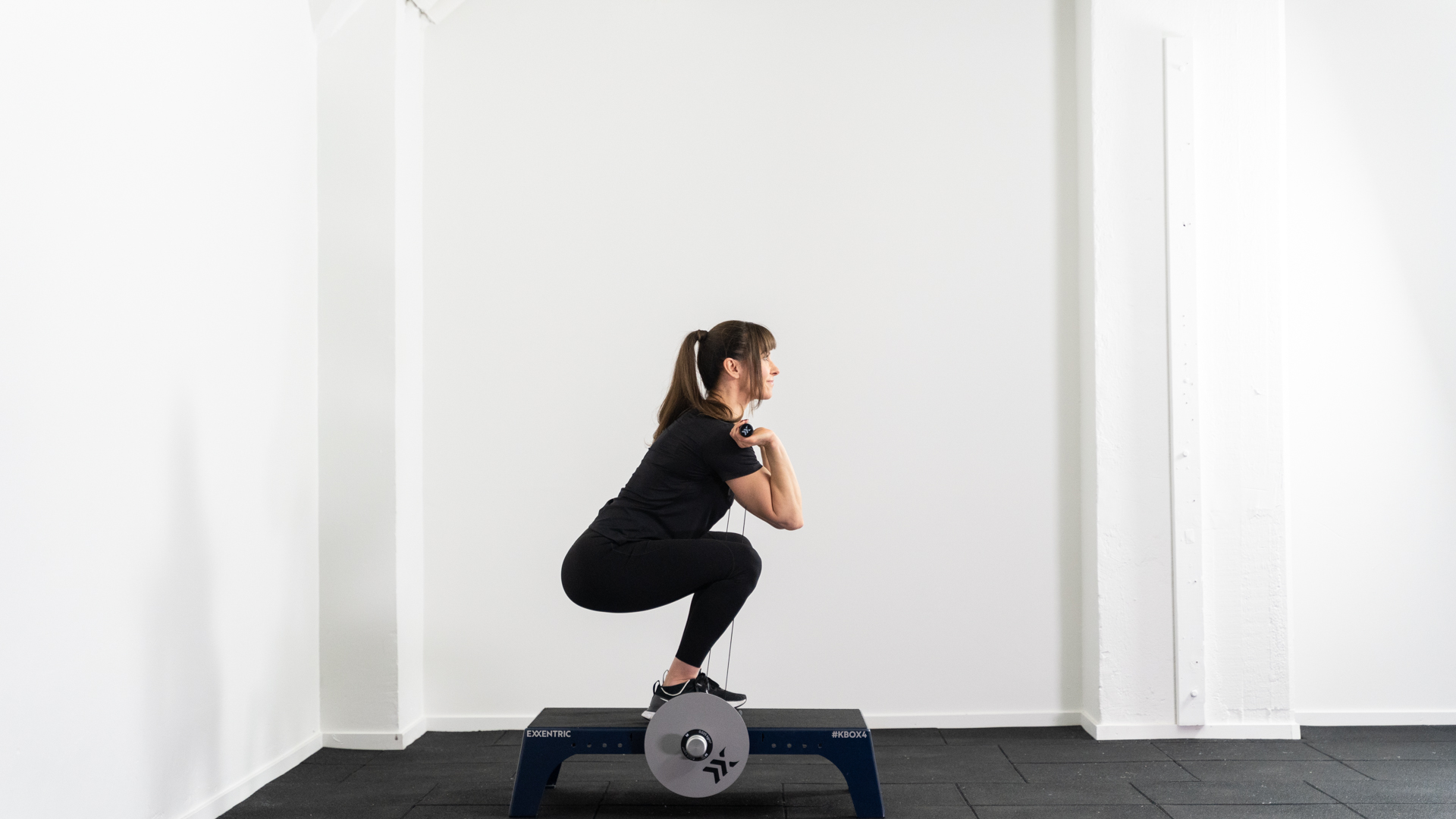
En thruster utförd på Exxentrics kBox4.

Till skillnad från träning med vikter ger svänghjulsträning ett variabelt motstånd genom hela rörelseomfånget, vilket bland annat underlättar excentrisk överbelastning. Svänghjulsträning har visat sig leda till förbättringar av styrka och kraft, hypertrofi, muskelaktivering, muskellängd och senstelhet.  
Svänghjulsträning kommersialiserades på 2010-talet av Exxentric med flera, och har sedan dess fått stor spridning inom professionell idrott.